# St. Johann auf dem Sande

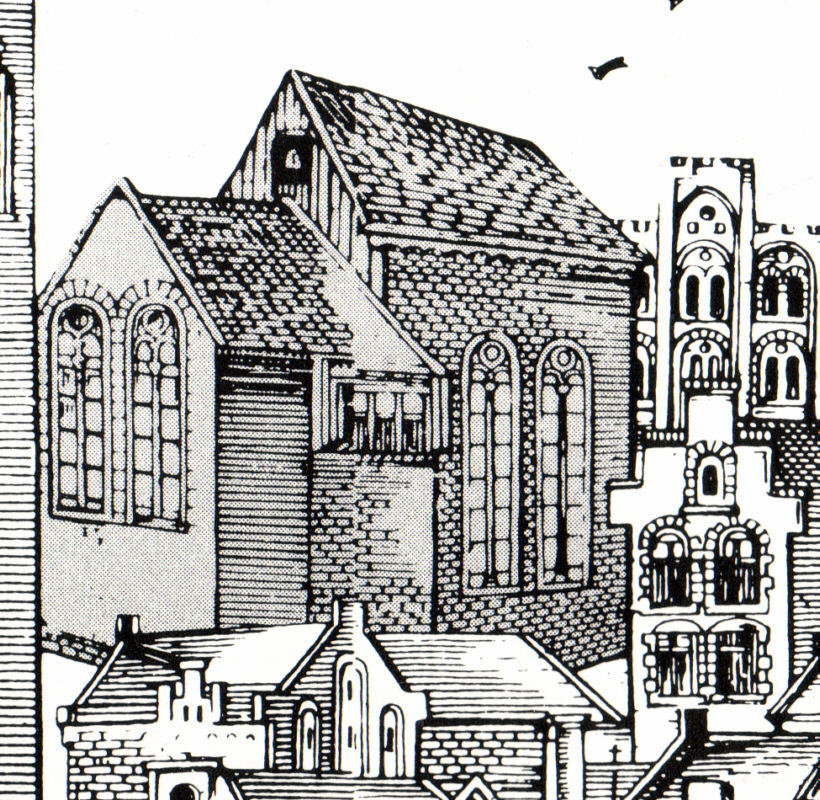
St. Johann auf dem Sande (grau eingefärbt) in Elias Diebels Lübeck-Panoramabild von 1552

St. Johann auf dem Sande war die erste vollständig in Stein errichtete Kirche Lübecks. Sie bestand vom 12. Jahrhundert bis Mitte des 17. Jahrhunderts.

## Geschichte
Die Weihe des kleinen, schlichten Bauwerkes mit annähernd rechteckigem Grundriss wurde für das Jahr 1150 durch Vizelin erwähnt. Es befand sich demnach auf dem Gelände des heutigen Großen Bauhofs, nur wenige Meter vom 1160 aus Oldenburg (Holstein) hierher verlegten Domkapitel entfernt, mit einer ersten hölzernen Domkirche von 1163. Manchmal wird vermutet, das Bauwerk sollte während der abzusehenden langen Bauzeit des backsteinernen Lübecker Doms in unmittelbarer Nachbarschaft ab 1173 als Provisorium dienen; es blieb allerdings auch nach Fertigstellung des Doms weiterhin in Benutzung. Vermutlich ist St. Johann als Taufkirche (Baptisterium) geplant worden, wofür auch das Patrozinium Johannes der Täufer und die Lage sprechen.
Nach der Reformation gab es für St. Johann keine Verwendung mehr als Kirche. Das Gebäude diente fortan nur noch der Verwahrung aufgegriffener Bettler und fiel der Vernachlässigung anheim. Im 17. Jahrhundert war St. Johann so baufällig geworden, dass am 1. August 1648 ein Teil der Kirche einstürzte. Auf eine Wiedererrichtung wurde verzichtet; stattdessen wurde im Frühsommer 1652 das Bauwerk vollständig abgerissen.

## Bildliche Darstellungen
Zwar ist St. Johann auf dem Sande auf mehreren Stadtpanoramen dargestellt, darunter auf der Stadtansicht in Sebastian Münsters Cosmographia und Matthäus Merians 1641 entstandenen Ansicht Lübecks. Doch es existieren nur zwei Abbildungen, welche die Kirche erkennbar an der Realität orientiert und mit einem gewissen Detailgrad wiedergeben. Die eine findet sich in Elias Diebels Lübeck-Panoramabild von 1552, wo sie ausdrücklich als die erste in Lübeck errichtete Kirche bezeichnet wird (siehe Einleitungsbild).

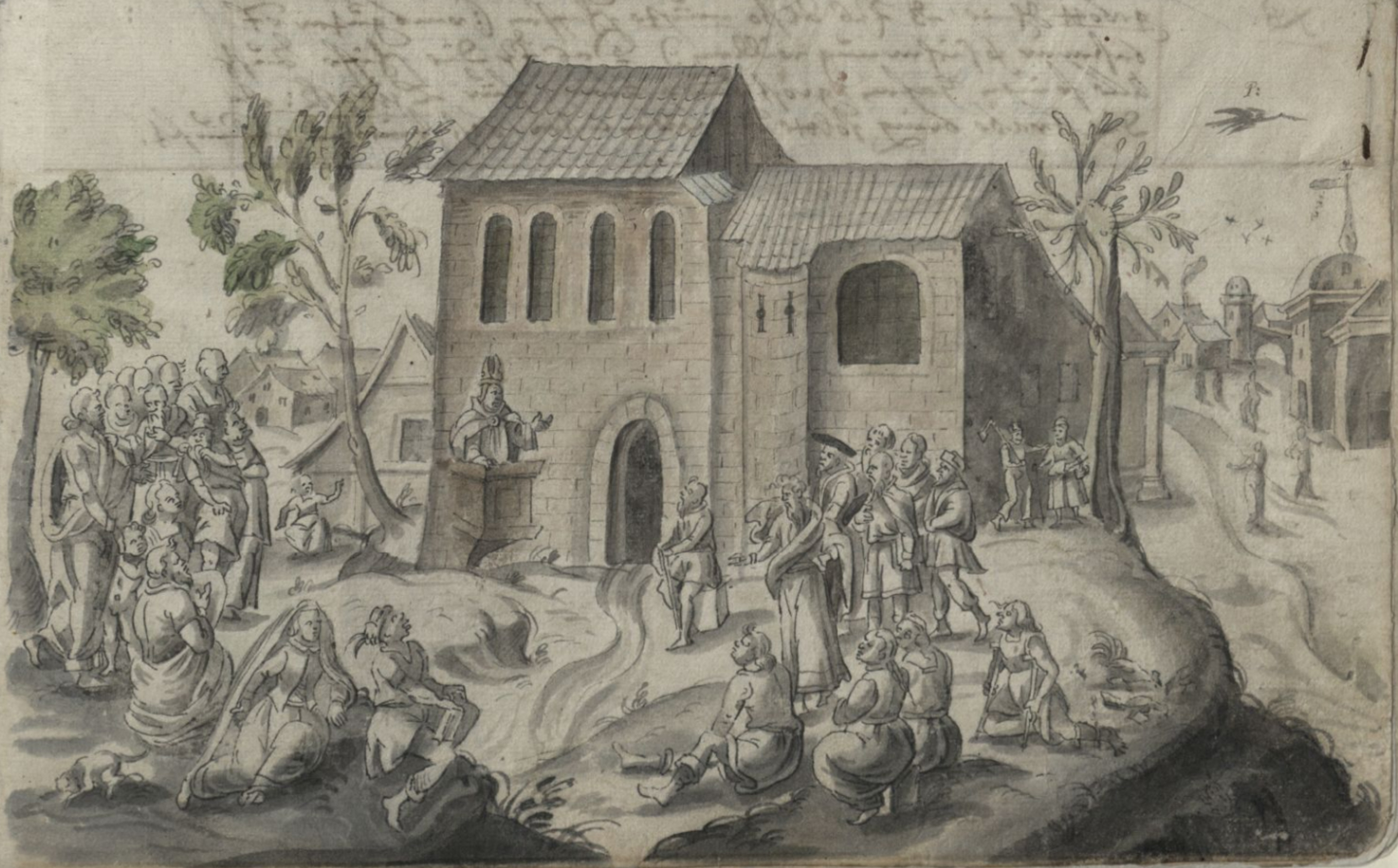
St. Johann auf dem Sande in Heinrich Rehbeins Lübischer Chronik

Die andere Abbildung ist eine Illustration zur Lübischen Chronik, die der Lübecker Chronist Heinrich Rehbein in den Jahren 1568 bis 1629 verfasste. Diese Darstellung zeigt den 1163 verstorbenen Bischof Gerold vor der Kirche; architektonisch stimmen alle wesentlichen Details mit Elias Diebels Darstellung überein, so dass Rehbeins Tuschezeichnung wohl ein weitgehend an der Realität orientiertes Bild von St. Johann auf dem Sande vermittelt.